# 에스터

카르복시산에 의한 에스터의 구조.

에스터(ester) 또는 에스테르는 유기 화합물의 하나로, 유기 라디칼이 산의 수소 분자 자리에 치환된 것을 말한다.
에스터라는 이름은 독일어 에시히에테르(Essigäther, 식초 에테르)에서 유래되었다.
에스터의 가장 공통적인 전형은 카르복시산-에스터(R'-C(=O)-O-R2)이며 다른 에스터로는 인산, 황산, 질산과 붕산 에스터 등이 있다.
휘발성 에스터는 대개 향기를 지니며, 향수, 에센스(필수기름)와 페로몬에서 발견된다. 그리고 많은 과일들에 그 향을 준다. 에틸 아세테이트와 메틸 아세테이트는 중요한 솔벤트이며 지방산 에스터는 지방과 지질을 형성하고 폴리에스터는 중요한 플라스틱이다. 순환 에스터는 락톤이라 불린다.
에스터는 에스테르화라는 산과 알코올 사이의 축합 반응으로 합성할 수 있다.

## 제조법
에스터의 제조법(preparation)

## 에스터 결합
에스터결합(ester結合)은 산과 알코올이 반응하여 물 분자가 빠져나오는 결합이다. 생성되는 물질은 에스터형을 취한다.
|                                                               |
| 뉴클레오타이드들간의 인산다이에스터 결합(phosphodiester bond) |

DNA의 결합구조에서 인산기와 수산화기의 두개의 에스터(ester)결합

## 같이 보기
- 아마이드
- 알콕시글리세롤